# Brigg and Goole
La circonscription de Brigg and Goole  est une circonscription située dans le Yorkshire et le Lincolnshire en Angleterre, et représentée à la Chambre des communes du Parlement britannique depuis 2010 par Andrew Percy du Parti conservateur.